# Tarek Momen
Tarek Momen, né le 23 février 1988 au Caire, est un joueur professionnel de squash représentant l'Égypte. Il est champion du monde en 2019. Il atteint, en février 2019, la troisième place mondiale sur le circuit international, son meilleur classement.
Il est marié depuis le 31 mai 2014 avec la joueuse égyptienne Raneem El Weleily championne du monde en 2017.
Il prend sa retraite sportive en juin 2025.

## Biographie
Il choisit pendant sa carrière de privilégier les plus grands tournois ce qui ne lui permet pas d'avoir un palmarès très important. Malgré ce handicap, il se hisse à la 4e place mondiale en juin 2018. Il obtient son plus grand succès en octobre 2018 lors du tournoi Channel VAS Championships où il élimine successivement et sans perdre un jeu Cameron Pilley, Paul Coll et Diego Elías avant de s'imposer en 5 jeux face au 2e mondial Ali Farag. Il est finaliste des championnats du monde en 2019 après avoir éliminé le tenant du titre Mohamed El Shorbagy en demi-finale. Celui-ci prend sa revanche un mois plus tard lors de la finale du tournoi Grasshopper Cup.
En novembre 2019, il devient champion du monde face au Néo-zélandais Paul Coll. Auréolé de ce titre de champion du monde, il atteint la finale du tournoi des champions en janvier 2020 et le mois suivant, il remporte le Troilus Gold Canada Cup 2020.

## Palmarès

### Titres
- Championnats du monde : 2019/2020
- QSF 5 2024
- Troilus Gold Canada Cup 2020
- CCI International 2019 : 2019
- Channel VAS Championships : 2018
- Open de Macao : 2014
- Open de Colombie : 2012
- Open de Malaisie : 2012
- Championnats du monde par équipes : 2019

### Finales
- US Open : 2021
- Championnats du monde : 2018/2019
- Open d'Égypte : 2020
- Tournament of Champions : 2 finales (2018, 2020)
- Qatar Classic : 2017
- QSF 2 Open 2025
- Cleveland Classic : 2025
- Black Ball Squash Open : 2023
- QSF 4 2023
- Netsuite Open : 2019
- Grasshopper Cup : 2019
- British Grand Prix : 2018
- Canary Wharf Squash Classic : 2 finales (2018, 2019)
- Houston Open : 2017
- Open de Suède : 2016
- Channel VAS Championships : 2016
- Edmonton Open : 2014
- Grasshopper Cup : 2014
- Open de Malaisie : 3 finales (2010, 2013, 2022)
- Championnats du monde par équipes : 2013